# Rachel Griffiths
Rachel Anne Griffiths (Melbourne, 18 de diciembre de 1968) es una actriz australiana de cine y televisión.

## Carrera
Griffiths se hizo conocida gracias a La boda de Muriel (Muriel's Wedding (1994)) y a la serie de televisión de 2001 A dos metros bajo tierra por la que ganó un Globo de Oro por su papel de Brenda. Actualmente vive  entre EE. UU. y Australia, países donde trabaja como actriz.
Trabajó en la serie Brothers & Sisters retransmitida en España por la cadena Cuatro como Cinco Hermanos. En Latinoamérica actualmente se transmite la 4.ª temporada por el canal Universal Channel.
En el 2013 se unió al elenco principal de la miniserie Paper Giants: The Magazine Wars donde interpretó a la editora Dulcie Boling.
En febrero de 2014 se anunció que Rachel se uniría al elenco de la tercera temporada de la serie House Husbands donde dará vida a Belle, la exesposa de Lewis Crabb (Gary Sweet).
A principios de junio de 2014 se anunció que Rachel se había unido al elenco principal de la miniserie Deadline Gallipoli donde dará vida a la esposa del general Sir Ian Hamilton (Charles Dance), la miniserie fue estrenada en el 2015.

## Filmografía seleccionada
- Anyone But You (2023)
- The Wilds (2020 - 2022) (serie de TV)
- Under Control (2019)
- Hacksaw Ridge (2016)
- The Moon and the Sun (2015)
- Saving Mr. Banks (2013)
- Cinco hermanos (Brothers and sisters) (2006-2011) (serie de TV)
- Ned Kelly, comienza la leyenda (2003)
- Step up (2006)
- The Rookie (2002)
- The Hard Word (2002)
- A dos metros bajo tierra (Six Feet Under) (2001-2005) (serie de TV)
- Blow dry (2001)
- Blow (2001)
- Me Myself I (1999)
- Among Giants (1998)
- Hilary and Jackie (1998)
- Divorcing Jack (1998)
- Amy (1998)
- La boda de mi mejor amigo (1997)
- Among Giants (1996)
- Children of the Revolution (1996)
- Jude (1996)
- Muriel's Wedding (1994)

## Premios y distinciones
Premios Óscar
| Año  | Categoría               | Película            | Resultado |
| ---- | ----------------------- | ------------------- | --------- |
| 1997 | Mejor Actriz            | Secretos y mentiras | Candidata |
| 1999 | Mejor Actriz de Reparto | Hilary y Jackie     | Candidata |

Globo de Oro
| Año  | Categoría                                                                                         | Película                 | Resultado |
| ---- | ------------------------------------------------------------------------------------------------- | ------------------------ | --------- |
| 2002 | Globo de Oro a la mejor actriz de serie de televisión - Drama                                     | A dos metros bajo tierra | Candidata |
| 2001 | Globo de Oro a la mejor actriz de reparto en serie, miniserie o película hecha para la televisión | A dos metros bajo tierra | Ganadora  |

## Vida privada
Griffiths contrajo matrimonio con el artista australiano Andrew Taylor el 31 de diciembre de 2002 en Melbourne (la ceremonia fue oficializada por el hermano de su madre, un sacerdote jesuita).
La pareja tiene tres hijos Banjo Patrick Taylor, nacido el 22 de noviembre de 2003 en Melbourne; Adelaide Rose Taylor, nacida el 23 de junio de 2005 en Los Ángeles, California y Clementine Grace Taylor, nacida el 21 de junio de 2009.